# フォー・トゥ・ネクスト/アンド・ノット・オア
『フォー・トゥ・ネクスト/アンド・ノット・オア』（For to Next / And Not Or）は、イギリスのギタリスト、スティーヴ・ヒレッジが1983年に発表した7作目のスタジオ・アルバム。オリジナルLPは8曲入りの『フォー・トゥ・ネクスト』(V 2244)と6曲入りの『アンド・ノット・オア』(OVED 8)に分かれており、前者はボーカル入り、後者はインストゥルメンタルという構成だったが、再発CDでは1枚にまとめられた。

## 背景
ヒレッジは前スタジオ・アルバム『オープン』（1979年）リリース後のツアーが終了すると、ライヴ活動を停止してプロデューサーとしての仕事を優先するようになった。本作ではドラマーの代わりにドラムマシンが使用され、ヒレッジはそれに関して「おおむね、ヴァージンが私にロック・アルバムを作るよう強要してきたことに対する返答と言えるだろうね。私は正反対の方向性を取ってみたのさ」と語っている。また、ヒレッジは2014年のインタビューにおいて、本作ではザ・サイケデリック・ファーズ等1980年代初頭の音楽から影響を受けたと語っている。
「ナイツ・テンプラー」はヒレッジが在籍していたゴングの楽曲「Inner Temple」のリメイクで、「スティル・ゴールデン」はヒレッジのソロ・デビュー作『フィッシュ・ライジング』（1975年）からの曲「ザ・ゴールデン・ヴァイブ」のリメイクである。

## 反響・評価
全英アルバムチャートでは2週チャート圏内に入り、最高48位を記録して、『レインボウ・ドーム・ミュージック』（1979年）以来のトップ50入りを果たした。
Dave Connollyはオールミュージックにおいて5点満点中2.5点を付け、『フォー・トゥ・ネクスト』に関しては「ヒレッジのアップビートな神秘主義は失われ、ウルトラヴォックス、ヴィサージ、ゲイリー・ニューマンのようなシンセ・ロック系アーティストが広めた、当時流行の冷ややかな方向性に変わった」「単刀直入に行って、スティーヴ・ヒレッジはこうしたシンセポップに合った声や仕掛けを持ち合わせていない」と評したが、「フレイム・バイ・フレイム」に関しては「往年のギター・マジックの再現」「システム7の前兆」と評価している。

## 収録曲
特記なき楽曲はスティーヴ・ヒレッジとミケット・ジローディの共作。『アンド・ノット・オア』は全曲ともインストゥルメンタル。

### フォー・トゥ・ネクスト
1. ジーズ・アンチャーテッド・ランズ - "These Uncharted Lands" - 5:38
2. カミカゼ・アイズ - "Kamikaze Eyes" - 4:50
3. アローン - "Alone" - 5:21
4. アンセムズ・フォー・ザ・ブラインド - "Anthems for the Blind" - 4:30
5. ブライト・フューチャー - "Bright Future" - 5:08
6. フレイム・バイ・フレイム - "Frame by Frame" - 5:52
7. ウェイティング - "Waiting" - 5:24
8. グローリー - "Glory" - 6:28

### アンド・ノット・オア
1. ビフォー・ザ・ストーム - "Before the Storm" - 7:06
2. レッド・アドミラル - "Red Admiral" (Miquette Giraudy) - 6:11
3. セロトニン - "Serotonin" - 5:37
4. アンド・ノット・オア - "And Not Or" (Steve Hillage) - 6:27
5. ナイツ・テンプラー - "Knights Templar" (S. Hillage, Daevid Allen, Mike Howlett) - 4:32
6. スティル・ゴールデン - "Still Golden" - 5:54

## 参加ミュージシャン
- スティーヴ・ヒレッジ - ギター、ボーカル、ドラム・プログラミング、シンセサイザー
- ミケット・ジローディ - シンセサイザー、プログラミング、ボーカル